# Ernst Curtius
Ernst Curtius (Lubecca, 2 settembre 1814 – Berlino, 11 luglio 1896) è stato uno storico, archeologo e insegnante tedesco.

## Biografia
Fratello maggiore del filologo Georg Curtius e nonno di Ernst Robert Curtius, fu professore all'Università di Berlino e direttore del Museo di antichità di Berlino.
La sua opera principale è una Storia della Grecia (Griechische Geschichte) in tre volumi (1857-1861), pubblicati anche in traduzione italiana nel 1877 sulla quarta edizione tedesca con nuove aggiunte dell'autore, dall'Editore Loescher in Torino.